# Relações internacionais do Gabão
O Gabão tem defendido o diálogo em assuntos internacionais, e reconhecendo ambas as partes de países divididos. Desde 1973, o número de países que estabelecem relações diplomáticas com o Gabão dobrou. Em assuntos inter-africanos, o Gabão defende desenvolvimento através da evolução e não revolução e favorece a livre empresa regulada como o sistema mais susceptível de promover o crescimento econômico rápido. Preocupado com a estabilidade na África Central e do potencial de intervenção, o país esteve diretamente envolvido com os esforços de mediação no Chade, República Centro-Africana, República do Congo, Angola, e na República Democrática do Congo. Em dezembro de 1999, através dos esforços de mediação do presidente Omar Bongo, um acordo de paz foi assinado na República do Congo entre o governo e a maioria dos líderes de uma rebelião armada. 
O Gabão tem sido um forte defensor da estabilidade regional, e do Gabão Forças Armadas desempenharam um papel importante na Missão de manutenção da paz da ONU na República Centro-Africana (MINURCA). Gabão é um membro das Nações Unidas e algumas das suas agências especializadas e relacionadas, incluindo o Banco Mundial , Organização de Unidade Africana (OUA), União Aduaneira Centro-Africana (UDEAC/CEMAC); Associação no Ambito da Convenção de Lomé ; Comunidade Financeira Africana (CFA), Organização da Conferência Islâmica (OCI), Movimento Não-Alinhado, e recentemente retirou-se da Organização dos Países Exportadores de Petróleo (OPEP).